# Tear Up This Town
Tear Up This Town è un singolo del gruppo musicale britannico Keane, pubblicato il 23 settembre 2016 come unico estratto dalla colonna sonora del film Sette minuti dopo la mezzanotte.

## Descrizione
Come spiegato da Tim Rice-Oxley attraverso il sito ufficiale del gruppo, il brano affonda le proprie radici nel 2014, quando il regista Juan Antonio Bayona ha chiesto ai Keane di comporre un brano per il film.
Il 21 marzo 2017 il gruppo ha annunciato la pubblicazione del singolo nel formato 7" in occasione dell'annuale Record Store Day, avvenuto il 22 aprile dello stesso anno.

## Video musicale
Per il brano è stato realizzato anche un videoclip, pubblicato l'11 settembre 2016 e che mostra alcune sequenze del film.

## Tracce
Testi e musiche di Tim Rice-Oxley.
Download digitale
1. Tear Up This Town (Orchestral Version) (from "A Monster Calls") – 3:07
2. Tear Up This Town (from "A Monster Calls") – 3:11

7"
1. Tear Up This Town (from "A Monster Calls") – 3:11

## Formazione
Gruppo
- Tom Chaplin – voce, chitarra
- Tim Rice-Oxley – tastiera
- Jesse Quin – basso
- Richard Hughes – batteria

Altri musicisti
- Basque National Orchestra – strumenti ad arco

Produzione
- Tim Rice-Oxley – produzione
- Dan Grech-Marguerat – coproduzione, ingegneria del suono, missaggio, programmazione